# 茹科特基
51°31′57″N 31°1′51″E / 51.53250°N 31.03083°E

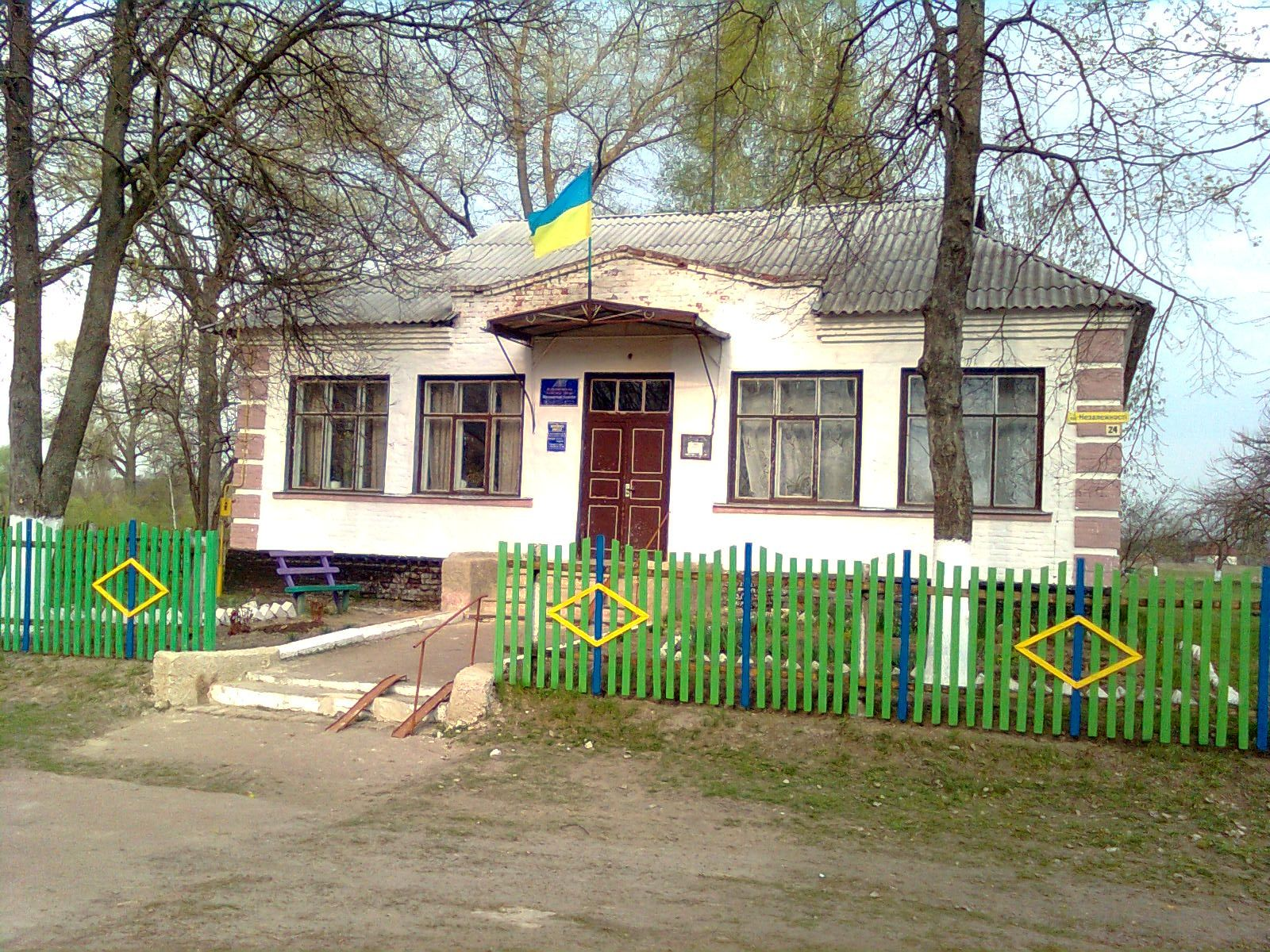
村拉达

茹科特基（烏克蘭語：Жукотки），是烏克蘭北部切爾尼希夫州切爾尼希夫區米哈伊洛-科秋宾斯凯市镇的村落。始建於1625年，面積2.88平方公里，海拔高度146米，2001年人口483。